# Marius Pedersen (arkitekt)
 Der er flere personer med dette navn, se Marius Pedersen.
Marius Pedersen (21. december 1888 i Balle Sogn ved Silkeborg – 26. marts 1965 i Holbæk) var en dansk nyklassicistisk arkitekt, der var en ledende skikkelse inden for Bedre Byggeskik-bevægelsen. Han har sat et stort aftryk på Holbæks bybillede. Han har desuden tegnet bygninger på mere end 2.000 husmandsbrug og andre landbrugsejendomme, primært i de tidligere Holbæk og Sorø Amter.

## Liv
Han var søn af husmand Niels Peder Pedersen og Ane Sophie Knudsdatter, blev murersvend 1909, gik på Teknisk Skole i Silkeborg 1907-09 og i København 1914. Det springende punkt i Pedersens uddannelse indtraf, da han kom på håndværkerskolen på Vallekilde Højskole under Ivar Bentsens ledelse 1910-12. Bentsen blev forbilledet for den unge bygmester, og da Bentsen flyttede ind i sin nye villa på Møllevangen i Holbæk i 1912, var Pedersen og Harald Nielsen med på tegnestuen og boede i huset. Siden avancerede Marius Pedersen til at blive Ivar Bentsens kompagnon, og han afløste i 1921 Ivar Bentsen som forstander for Bygmesterskolen i Holbæk, i hvilken stilling han var indtil 1940. I mellemtiden havde han også været elev på hos P.V. Jensen Klints og Hans Kochs tegnestuer.
Bygmesterskolen var en forløber for Landsforeningen Bedre Byggeskik, som blev oprettet 1915, og hvor Pedersen sad i bestyrelsen 1923-29. Bedre Byggeskik blev oprettet på basis af det opgør, som nationalromantikkens folk havde taget med historicismen i 1890'erne. Bedre Byggeskik-folkene knæsatte den traditionelle byggeskik som ideal, mens bevægelsen samtidig så mod klassicismen som den største kilde til god og enkel arkitektur. I byerne tabte stilen sin popularitet omkring 1930, men på landet forblev stilen dominerende helt frem til 1940'erne.
I Holbæk fortsatte Marius Pedersen, med inspiration fra Bentsen, arbejdet med at forfine de forskellige bygningstyper, særligt murermestervillaen og landbrugsbygningerne. Hans villaer på Bakkekammen blev en model, der demonstrerede Bedre Byggeskiks kvaliteter: Godt håndværk, smukke proportioner og praktisk indretning.
I 1921 modtog han C.F. Hansens Opmuntringspræmie (for villaen Møllevangen 6) og samme år Kunstakademiets stipendium. Han var arkitekt for Statens Jordlovsudvalg 1922, rådgiver for Husmandsbrugskommissionen i Holbæk og Sorø Amter 1922 og konsulent for Indenrigsministeriet 1922-45.
Han blev gift 1. gang 29. december 1916 i Svendborg med Sara Kjær (12. november 1892 i Trunderup, Kværndrup Sogn – 11. november 1929 i Holbæk), datter af friskolelærer, senere sognerådsformand i Ryslinge, husmand Niels Kjær og Kristiane Jensen. 2. gang ægtede han 31. marts 1934 i København Emma Vincentsen Fisker (13. september 1905 i Hinge, Vissing Sogn – 2007), datter af gårdejer Anders Vincentsen Fisker og Johanne Christensen. Han er begravet på Holbæk Kirkegård.
Marius Pedersens Vej i Holbæk er opkaldt efter ham. Hans enke, der tog godt vare på hans livsværk, døde først i 2007. I 2006 blev hans velbevarede villa fredet og købt af Holbæk Museum for midler doneret af Nordea-fonden. Villaen er nu et museum for Bedre Byggeskik.

## Udvalgte værker
I Holbæk, hvor intet andet angives:
- Villa, Kaptajnens hus, Bakkekammen 50 (1915, tidligere tilskrevet Ivar Bentsen)

- Egen villa, Bakkekammen 47 (1916, 3. præmie)
- Villa, Møllevangen 6, opr. nr. 4 (1921, C.F. Hansens Opmuntringspræmie)
- Bygmesterskolen i Holbæk, nu Glarmesterskolen, Isefjordsvej 38 (1924, udvidet 1929 og 1936)
- Teknisk Skole, nu bank, Hørve (1925)
- Kapel, Holbæk Østre Kirkegård (1928)
- Holbæk Husholdningsskole, nu Isefjordsskolen, Kalundborgvej 133 (1928)
- Egen villa, Bedre Byggeskik-museum, Bakkekammen 45 (1929, fredet 2006)
- Teknisk Skole, nu privat beboelse, Vig (1929)
- Villa, Bakkekammen 21 (1934)
- Statshusmandsbrug, Kolåsvej 1, Vindekilde (1937)
- Husmandshus til Landbrugsudstillingen på Bellahøj, København (1938, sammen med R. Rasmussen)
- 3-etages beboelsesejendom, Kløvermarksvej 19-21, Holbæk (1939)
- Rækkehuse, Nørreled 9-29 (1939)
- Villa, Bakkekammen 5 (1945)
- Villa, Bakkekammen 2 (1945)
- Villa, Rødovre (1953)

I kompagniskab med Ivar Bentsen:
- Tårn til Bøvling Valgmenighedskirke (1917)
- Villa, Bakkekammen 40, Holbæk (1917)
- Butterup Præstegård (1918)
- Projekt til rækkehuse i Holbæk (1918)
- Bakkekammen 27, Holbæk (1919)
- Vestre Skole, Kalundborgvej, Holbæk (1919)
- Ubby Forsamlings- og gymnastikhus (1919)

### Skriftlige arbejder
- Vejledning for Styrkeberegning for Bygmestre, 1926.
- "Husmandshus paa Bellahøj", Arkitekten Ugeskrift, 1938, 81.
- "Husmandsbrug", Arkiteken Maanedsskrift, 1942, 72.
- nekrolog over Ivar Bentsen, Højskolebladet, 1943, 466.
- "Landarbejderboliger", Byggeforum, 1944, 60-64.